# 林芝小檗
林芝小檗（学名：Berberis temolaica）是小檗科小檗属的植物，是中国的特有植物。分布在中国大陆的西藏等地，生长于海拔4,000米的地区，一般生长在冷杉林下，目前尚未由人工引种栽培。